# Léo Jabá
Léo Jabá (São Paulo, 2 de agosto de 1998) es un futbolista brasileño que juega de delantero en el São Bernardo F. C. de la Campeonato Brasileño de Serie C. Desde marzo de 2025 se encuentra suspendido tras haber dado positivo en un control antidopaje.

## Trayectoria
Jabá comenzó su carrera deportiva en el Corinthians en 2016, logrando levantar la Serie A brasileña en 2017.
En 2017 fichó por el Akhmat Grozny de la Liga Premier de Rusia, en un traspaso estimado en 2,5 millones de euros.

### PAOK
Tras un año en Rusia, en 2018, fichó por el PAOK de Salónica de la Superliga de Grecia.
En su primera temporada en Grecia fue crucial para el PAOK para la consecución de la Superliga de Grecia 2018-19 y la Copa de Grecia, realizando también un buen papel en la Liga Europa de la UEFA.
En marzo de 2021 regresó al fútbol brasileño para jugar cedido en el C. R. Vasco da Gama hasta final de año.

## Selección nacional
Jabá fue internacional sub-20 con la selección de fútbol de Brasil.

## Clubes
| Club                              | País     | Año       |
| --------------------------------- | -------- | --------- |
| S. C. Corinthians                 | Brasil   | 2016-2017 |
| Akhmat Grozny                     | Rusia    | 2017-2018 |
| PAOK de Salónica F. C.            | Grecia   | 2018-2022 |
| C. R. Vasco da Gama (cedido)      | Brasil   | 2021      |
| São Bernardo F. C.                | Brasil   | 2023-     |
| C. F. Estrela de Amadora (cedido) | Portugal | 2023-2024 |

## Palmarés

### Títulos nacionales
| Título              | Club                   | País   | Año  |
| ------------------- | ---------------------- | ------ | ---- |
| Serie A             | S. C. Corinthians      | Brasil | 2017 |
| Superliga de Grecia | PAOK de Salónica F. C. | Grecia | 2019 |
| Copa de Grecia      | PAOK de Salónica F. C. | Grecia | 2019 |